# Guvernementet Livland
Guvernementet Livland var ett guvernement i Kejsardömet Ryssland mellan 1721 och 1918. Vid freden i Brest-Litovsk delades mellan Estland och Lettland.

## Geografi
Guvernementet begränsades i norr av Estland, i öster av sjön Peipus, som skilde
Livland från guvernementet Sankt Petersburg, och guvernementet Pskov, i sydöst av Vitebsk, i sydväst av Kurland och i väster av
Rigaviken. Det hade en areal på 47 029 km2, varav 2 876 km2 kom på öarna (Ösel, Moon, Kynö, Runö m. fl.).

## Befolkning och sociala förhållanden
Invånarnas antal uppgick 1897 till 1 295 231. Största delen var ester, i norra delen (40 procent), och letter,
i södra delen (43,4 procent) samt tyskar (7,6 procent),
vilka utgjorde adeln och städernas borgerskap, ryssar
(omkring 5,4 procent), polacker (1,2 procent) och judar (2
procent). Liverna, vilka gett sitt namn åt landet, hade uppgått i letterna. Språkgränsen emellan ester och letter gick från Salis över Rujen, Walk
och Rauge till Marienburg. Med avseende på religionen var 1897 79,8 procent protestanter, 14,3 procent rysk-ortodoxa (dock till en betydlig del raskolniker),
2 procent judar och 2,3 procent romerska katoliker.
Undervisningsspråket var i alla skolor, även de privata, sedan 1887
ryska och den ryska regeringen arbetade på en russifiering av Livland liksom av de andra
Östersjöprovinserna. 1835 infördes den ryska lagboken och 1867 och 1885 påbjöds det ryska språkets användning i stället för det
tyska.
Bönderna ägde endast 15 procent av landets jord, adeln (tyskarna) det övriga. Livegenskapen upphävdes 1819, och bönderna erhöll frihet till sina personer, även de kvarstod under godsägarnas jurisdiktion. Sedan 1849 hade det arbete de måste göra åt godsägarna småningom, dock ej fullständigt, blivit avlöst med penningar,
och bönderna erhöll rätt att friköpa sina jordlotter.

## Förvaltning
I spetsen för Livlands förvaltning stod en guvernör. (Före 1876 hade ryska Östersjöprovinserna en gemensam generalguvernör, som residerade i Riga.) Från
Livlands överdomstol (Hofgericht) i Dorpat vädjades till senaten i Petersburg.
De i Livland stationerade trupperna löd under generalguvernören i Vilnas överkommando. Den lutherska kyrkan stod under livländska konsistoriet i Riga.
Guvernementet indelades i nio kretsar: Riga, Wolmar, Wenden, Walk, Dorpat, Pernau, Fellin, Werro och Arensburg (Ösel).
- Wikimedia Commons har media som rör Guvernementet Livland.